# Cisco (Utah)

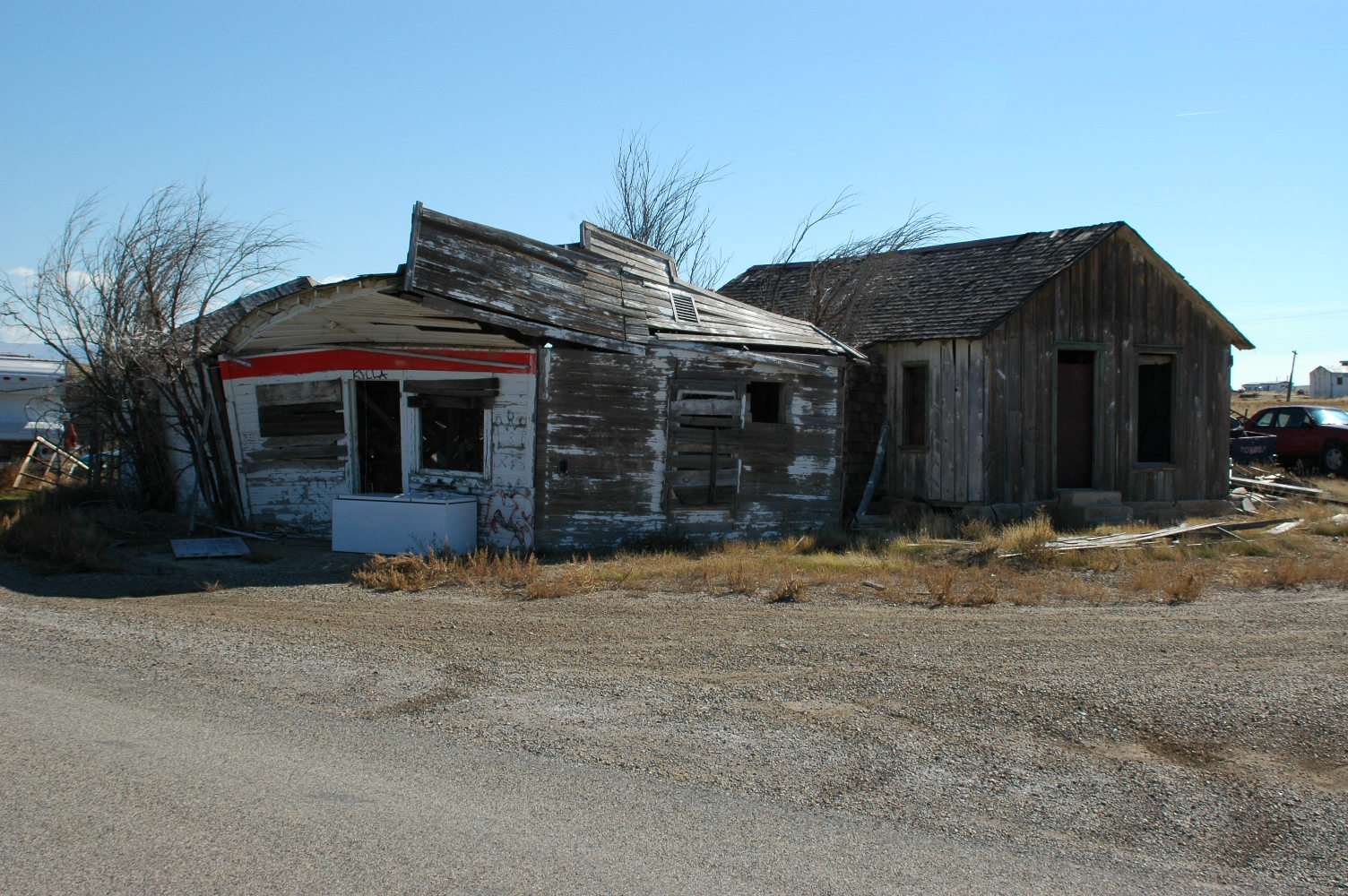
Cisco, Utah

Cisco é uma cidade fantasma no Condado de Grand, Utah, perto da Rota do estado de Utah 128 e Rodovia Interestadual 70, Colorado. A cidade foi fundada na década de 1880 como um depósito e estação de abastecimento de água para o Denver and Rio Grande Western Railroad. No século XX, mais de 100 mil ovelhas foram cortados na cidade antes de serem enviados para o mercado.
O local da cidade contem muitas relíquias de uma cidade velha típica da estrada de ferro ocidental.

## Galeria

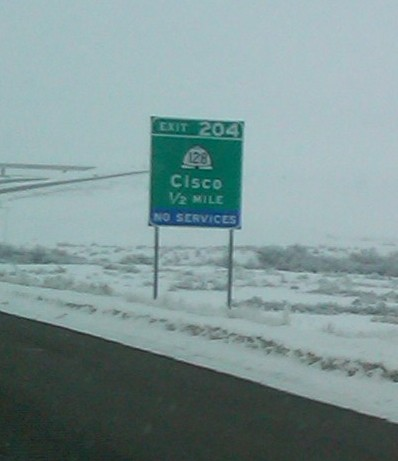